# Luceau
Luceau är en kommun i departementet Sarthe i regionen Pays de la Loire i nordvästra Frankrike. Kommunen ligger i kantonen Château-du-Loir som tillhör arrondissementet La Flèche. År 2022 hade Luceau 1 233 invånare.

## Befolkningsutveckling
Antalet invånare i kommunen Luceau
| Referens: INSEE |